# Karl Giesser
Karl Giesser (* 29. Oktober 1928; † 15. Jänner 2010) war ein österreichischer Fußballspieler. Er nahm mit der Nationalmannschaft seines Landes an der Fußball-Weltmeisterschaft 1954 teil.

## Karriere

### Verein
Karl Giesser verbrachte seine gesamte Spielerkarriere beim SK Rapid Wien, für den er 1949 in der Meisterschaft debütierte. Mit den Hütteldorfern wurde er mehrfacher österreichischer Meister sowie einmal Pokalsieger und Gewinner des Zentropacups. Nach dem Gewinn des siebten Meistertitels beendete Giesser 1964 seine aktive Laufbahn.
In den folgenden Jahren betätigte sich Giesser als Trainer im Nachwuchsbereich. So war er der erste Jugendtrainer des späteren Nationalspielers Toni Polster bei Austria Wien. In den Spielzeiten 1975/76 und 1976/77 war er bei der Austria Co-Trainer von Karl Stotz.

### Nationalmannschaft
Am 11. April 1954 debütierte Giesser bei der 0:1-Niederlage im Freundschaftsspiel gegen Ungarn vor 62.000 Zuschauern im Wiener Praterstadion in der österreichischen Nationalmannschaft.
Teamchef Walter Nausch berief Giesser in den österreichischen Kader für die Weltmeisterschaft 1954 in der Schweiz. Er wurde im Verlauf des Turniers, das Österreich mit dem dritten Platz abschloss, jedoch nicht eingesetzt.
Zwischen 1954 und 1961 bestritt Giesser vier Länderspiele für Österreich, in denen er ohne Torerfolg blieb.

## Erfolge
- Österreichischer Meister: 1951, 1952, 1954, 1956, 1957, 1960, 1964
- Österreichischer Cupsieger: 1961
- Zentropacupsieger: 1951